# Pantomus affinis
Pantomus affinis är en kräftdjursart som beskrevs av Fenner A. Chace 1937. Pantomus affinis ingår i släktet Pantomus och familjen Pandalidae. Inga underarter finns listade i Catalogue of Life.